# Luojiang
Luojiang léase Luó-Chiáng (en chino simplificado, 罗江区; pinyin, Luójiāng qū, lit: río Luo) es un distrito urbano bajo la administración directa de la ciudad-prefectura de Deyang. Se ubica en la provincia de Sichuan, centro-sur de la República Popular China. Su área es de 447 km² y su población total para 2010 fue más de 200 mil habitantes.

## Administración
Desde agosto de 2017 el distrito de Luojiang se divide en 10 pueblos que se administran en poblados.